# Lepidosaphes serrifrons
Lepidosaphes serrifrons är en insektsart som först beskrevs av Leonardi 1898.  Lepidosaphes serrifrons ingår i släktet Lepidosaphes och familjen pansarsköldlöss.
Artens utbredningsområde är Italien. Inga underarter finns listade i Catalogue of Life.